# آنوشکا شتی
آنوشکا شتی (انگلیسی: Anushka Shetty؛ زادهٔ ۷ نوامبر ۱۹۸۱) یک هنرپیشه اهل هند است. وی از سال ۲۰۰۵ میلادی تاکنون مشغول فعالیت بوده‌است.
وی بازیگر فیلم‌هایی همچون بیلا  بوده است.

## فیلم‌شناسی
فهرست برخی از فیلم‌هایی که آنوشکا شتی در آنها به ایفای نقش پرداخته است:
- سوپر-۲۰۰۵
- عالی-۲۰۰۵
- آسترام-۲۰۰۶
- ویکرامارکدو-۲۰۰۶
- هدف-۲۰۰۷
- دان-۲۰۰۷
- یک مرد-۲۰۰۸
- خوش آمدی-۲۰۰۸
- بلادور-۲۰۰۸
- شجاعت-۲۰۰۸
- چینتاکایالا راوی-۲۰۰۸
- شکارچی-۲۰۰۹
- بیلا-۲۰۰۹
- آرونداتی-۲۰۰۹
- پانچاکشاری-۲۰۱۰
- سینگام-۲۰۱۰
- فریاد-۲۰۱۰
- قدرت-۲۰۱۰
- ناگاوالی-۲۰۱۰
- مبارزه-۲۰۱۰
- آسمان-۲۰۱۱
- دختر خدا-۲۰۱۱
- ساگونی-۲۰۱۲
- رقص-۲۰۱۲
- طبل-۲۰۱۲
- الکس پاندیان-۲۰۱۳
- تند-۲۰۱۳
- سینگام ۲-۲۰۱۳
- جهان دوم-۲۰۱۳
- لینگا-۲۰۱۴
- اگر مرا می‌شناسی-۲۰۱۵
- رودرامادوی-۲۰۱۵
- مرد جوان افسونگر است-۲۰۱۵
- سایز صفر-۲۰۱۵
- سینگام ۳-۲۰۱۷
- زنده‌باد ونکاتسایا-۲۰۱۷
- باگاماتی-۲۰۱۸
- زنده باد ناراسیما ردی-۲۰۱۹
- سکوت-۲۰۲۰
- خانم شتی آقای پولیشتی-۲۰۲۳